# Plowing Into the Field of Love
Plowing Into the Field of Love è il terzo album in studio del gruppo musicale danese Iceage, pubblicato nel 2014.

## Tracce
1. On My Fingers – 5:14
2. The Lord's Favorite – 3:49
3. How Many – 3:21
4. Glassy Eyed, Dormant and Veiled – 4:33
5. Stay – 4:14
6. Let It Vanish – 3:58
7. Abundant Living – 2:30
8. Forever – 4:51
9. Cimmerian Shade – 4:35
10. Against the Moon – 3:27
11. Simony – 3:17
12. Plowing into the Field of Love – 4:05

## Formazione
- Elias Bender Rønnenfelt – voce, chitarra, piano
- Johan Surrballe Wieth – chitarra, viola
- Jakob Tvilling Pless – basso, mandolino
- Dan Kjær Nielsen – batteria, percussioni